# روبرت شونتکه
روبرت شونتکه (آلمانی: Robert Schwentke؛ زادهٔ ۱۹۶۸) یک فیلم‌نامه‌نویس، و کارگردان اهل آلمان است. وی از سال ۱۹۹۳ میلادی تاکنون مشغول فعالیت بوده‌است.

## فیلم‌شناسی
- خالکوبی (۲۰۰۲) – نویسنده/کارگردان
- جواهرات خانوادگی (۲۰۰۳) – نویسنده/کارگردان
- نقشه پرواز (۲۰۰۵) – کارگردان
- همسر مسافر زمان (۲۰۰۹) – کارگردان
- رد (۲۰۱۰) – کارگردان
- آر. آی. پی. دی (۲۰۱۳) – کارگردان
- سنت‌شکن: شورشی (۲۰۱۵) - کارگردان
- سنت‌شکن: هم پیمان-قسمت ۱ (۲۰۱۶) - کارگردان
- کاپیتان (۲۰۱۷) - کارگردان
- چشمان مار (۲۰۲۱) ۱۴۰۰ شمسی - کارگردان